# Associação Brasileira de Autismo
A Associação Brasileira de Autismo (Abra) é uma organização não-governamental (ONG), fundada em Belo Horizonte em outubro de 1988. É notória por ter sido a primeira associação de autismo de abrangência nacional fundada no Brasil.
Fundada como uma estratégia de reunir as associações e instituições de autismo de caráter regional que existiam no Brasil durante a década de 1980, a organização reuniu membros da Associação de Amigos do Autista (de SP), a Associação Terapêutica Educacional para Crianças Autistas (do DF), além de outras organizações de estados como Sergipe e Rio de Janeiro. Apesar de ser fundada em Belo Horizonte, a associação teve sua sede alterada várias vezes, conforme a moradia da figura que cumpre o mandato de presidente.
Por anos, a Abra fez parte de vários conselhos ligados ao Governo Federal como a única associação de autismo representante, como o Conselho Nacional de Saúde, além de estabelecer conexões com ministérios de várias presidências.